# Eublemma himmighoffeni
Eublemma himmighoffeni is een vlinder van de familie van de spinneruilen (Erebidae). De wetenschappelijke naam van deze soort is voor het eerst voorgesteld als Micra himmighoffeni door Pierre Millière in een publicatie uit 1867.
De soort komt voor in Spanje (vasteland en de Balearen), Kroatië, Griekenland, Turkije en Zuid-Afrika.